# Marius Grout
Marius Grout (* 8. November 1903 in Fauville-en-Caux; † 1. Mai 1946 in Le Havre) war ein französischer Schriftsteller. 1943 erhielt er den  Prix Goncourt für seinen Roman Passage de l’Homme.
Grout war Lehrer und seit 1932 Mitglied der Quäker. 1937 erschien sein erstes Buch, eine Biographie des japanischen christlichen Reformers und Pazifisten Kagawa Toyohiko. Neben Romanen veröffentlichte er Gedichte (beeinflusst von Francis Jammes und Paul Valéry) und Essays. Er führte auch ein Tagebuch und veröffentlichte ein Theaterstück.
Mehrere Schulen sind nach ihm benannt.

## Werke
- Kagawa, biographie, 1937, Neuausgabe Presses d’Île-de-France, 1946
- Le Poète et le Saint, essai, 1938
- Le Déluge, théâtre, 1939
- Musique d’Avent, Paris, Gallimard, 1941
- Mysticisme et poésie, Paris, Albin Michel, 1942
- Le vent se lève, Paris, Gallimard, 1942
- Passage de l’homme, Paris, Gallimard, 1943
- Poèmes, Paris, Gallimard, 1944
- Un Homme perdu, Paris, Gallimard, 1945
- Poèmes à l’inconnue, Paris, Le Seuil, 1945
- À un Jeune Poète, Paris, Éditions du Pavois, 1945